# Provapolvere
Il provapolvere (o prova-polvere) è uno strumento che veniva usato un tempo per misurare la potenza esplosiva della polvere da sparo. La polvere, infatti, difficilmente possedeva una qualità uniforme perché, oltre ad essere prodotta con i componenti in percentuale variabile, risentiva delle condizioni di trasporto e conservazione. Si rendeva quindi necessario provarne la forza esplosiva prima dell'uso. 

## Struttura
Il provapolvere consisteva essenzialmente in un robusto contenitore (o camera di scoppio) nel quale veniva fatta esplodere la polvere ed in un meccanismo annesso che, sollecitato dall'esplosione, si muoveva o muoveva un indice graduato. 
 Ve ne erano sostanzialmente di tre tipi: 
- I più piccoli erano simili a pistole ad avancarica nelle quali la canna era sostituita con un corto contenitore chiuso davanti, o sopra, da un coperchio (contrastato da una molla e dotato di un arpionismo che non ne permetteva il ritorno in sede), il quale veniva aperto dall'esplosione: a seconda del grado di apertura si leggeva su di una scala convenzionale un valore che forniva un indice della forza esplosiva. Si inseriva una dose fissa di polvere del contenitore, lo si chiudeva e si sparava osservando poi il valore riportato dalla scala.
- Altri consistevano in una canna oscillante con sostegni che ne permettevano il movimento a pendolo nella quale veniva provocata l'esplosione e che, muovendosi indietro a causa del rinculo spostava un ago, posto in alto, su di una scala graduata. In questo caso (al contrario del precedente) era necessario sparare un proiettile per poter avere, appunto, lo spostamento all' indietro della canna.
- Un terzo tipo era quello nel quale vi era una camera di scoppio con la bocca rivolta verso l'alto appoggiata su di un robusto supporto o sul terreno per assorbire il rinculo, che all'atto dell'esplosione, proiettava in alto una barra graduata (anch'essa dotata di arpionismo) che scorreva accanto ad un indice fisso.

In mancanza di sistemi più perfezionati si poteva anche far sparare un proiettile, usando una carica di polvere ridottissima e tenendo l'arma ad una angolazione fissa (per esempio 45°), per avere un'idea della potenza dell'esplosivo mediante la distanza raggiunta dal proiettile stesso. 

## Storia
L'uso del provapolvere si rese necessario, per le ragioni già esposte, finché la polvere nera fu prodotta artigianalmente o semi-artigianalmente. Con l'entrata in uso di procedimenti industriali controllati e standardizzati il suo uso divenne sempre meno importante in quanto la forza esplosiva della polvere rientrava in un intervallo preciso garantendo la sicurezza degli utilizzatori. Gli ultimi esemplari risalgono grosso modo al periodo in cui si usavano le ultime armi ad avancarica, ovvero intorno alla metà del 1800.